# Piquet de chantier

Piquet de chantier

Un piquet de chantier est un dispositif de signalisation temporaire.
Il a pour vocation à signaler les limites d’obstacles temporaires.

## Le piquet K5b français
Dans la nomenclature de la signalisation routière française, ce signal est codifié K5b. 
Il a une ou deux barrettes rouges de dimensions 0,375 x 0,15 m. 
La hauteur du support est H = 1,10 m. Les bandes figurant sur le support sont de hauteur h = 0,12 m.

## Sources
- Instruction interministérielle sur la signalisation routière - 8e partie – Annexe II